# 靈異街11號
《靈異街11號》（英語：The Fearless），是一部在2019年推出的台灣連續劇集，全劇由洪子鵬執導，本劇獲中華民國文化部2017年電視節目劇本創作獎佳作獎，也獲中華民國文化部2018年度超高畫質電視節目製作補助案獲補助2,000萬元。故事描述李國毅飾演的男主角在復活之後獲得陰陽眼，在擔任禮儀師之後接觸了一連串的事件，進而探明自己的死因。全劇由五個單元組成。於2019年7月19日起在LINE TV及八大綜合台播出。

## 播出時間

### 首播
| 頻道       | 所在地 | 播映日期       | 播出時間 |
| 八大綜合台 | 臺灣 | 2019年7月19日  | 每週五22:00－24:00 （首週 22:00－23:00） |
| 八大綜合台 | 臺灣 | 2021年1月3日   | 每週日22:00-24:00 |
| ViuTV      | 香港 | 2020年9月26日  | 每週六 2020年9月26日、10月17日、11月28日：23:00－24:00 2020年10月3日、12月5、12日：22:30－23:30 2020年10月10日、2021年1月9日：22:45－23:45 2021年1月2日：23:30－24:30 2020年10月31日、11月7、14日、2021年1月16日：23:45－24:45 節目播出時間受電影時段影響 |
| RED by HBO | 綫下播放： 印度尼西亞、 马来西亚、 新加坡、 菲律賓、 越南綫上播放：HBO GO（上架範圍： 印度尼西亞、 马来西亚、 緬甸、 新加坡、 泰國、 菲律賓、 越南） | 2020年11月14日 | 星期六22:00（UTC+08:00） |

### 網路
| 頻道    | 所在地              | 播映日期      | 播出時間                                    |
| LINE TV | 臺灣                | 2019年7月19日 | 每週五22:00、23:00各更新一集 （首週僅一集） |
| dimsum  | 马来西亚、 新加坡、 | 2019年8月31日 | 全劇上架                                    |

## 演員列表

### 主要演員
| 演員   | 角色   | 介紹 | 登場集數     | 粵語配音 |
| 李國毅 | 高志海 | 黑道混混，父親經營「下生葬儀社」，從小常受同儕異樣眼光，長大後游走黑道，與父親的矛盾加深。 歷經一次死而復生，突然擁有的陰陽眼能力，被迫接下家中經營的「下生葬儀社」。 | 全劇         | 陳漢祺   |
| 朱宥丞 | 高志海 | 幼年阿海。 | 1,4-5,8-9,12 | 王夢華   |
| 簡嫚書 | 盛音   | 女法醫，沉穩聰明、不苟言笑，語調和心靈都比屍體還要冰冷。相信科學和證據，才是找到案件真相的唯一方法。一件神秘的墜樓案，將她和阿海的命運交織。                          | 全劇         | 楊樂瑤   |

### 其他演員
| 演員   | 角色   | 介紹 | 登場集數         | 粵語配音 |
| 喜翔   | 鍾武明 | 資深刑警、人稱鍾哥，最重要的職場守則就是少麻煩、多業績。和阿海的爸爸共事多年，從小看著阿海長大。也是第一個相信阿海有陰陽眼能力的人。           | 1-4,7-13         | 李家傑   |
| 大文   | 夏朵朵 | 阿海的助手，因在殯葬業工作，非常想看到「鬼」。尤其是奶奶夏林梅                                                                                 | 全劇             | 黎皓宜   |
| 太保   | 高叔   | 阿海父親，已過世。 | 1,4-5,8-9,13     | 郭浩勤   |
| 林健寰 | 盛少達 | 盛音、盛惟芬的父親，在醫院養病。 | 2,5,7-8,10,12-13 | 楊耀泰   |
| 郭昱晴 | 陳敏萱 | 盛惟芬的母親，在酒店工作。 | 2,5,8,10-13      | 王夢華   |
| 許少瑜 | 阿光   | 鐘哥底下的刑警。 | 1-5,8-12         | 張振熙   |
| 赫容   | 夏林梅 | 職如其名就是一個靈媒，阿海小時候就遇到她，長大出事後拿著名片去找她，靈媒雖然有時會假鬼假怪卻會告訴阿海重要的道理。夏朵朵的奶奶，其實也是「鬼」 | 4-5,7,12-13      | 石梓晴   |

### 單元演員
| 演員   | 角色           | 介紹 | 登場集數  | 粵語配音 |
| 林意箴 | 廖宜欣         | 懷抱星夢離家出走北上打拼的女孩，離家前與家人吵架，柳嘉琪的助理，被柳嘉琪設計喝下參有K他命的酒，導致死亡。                                                                                           | 1-2,13    | 王夢華   |
| 林雨葶 | 柳嘉琪         | 小有名氣的明星，廖宜欣的老闆，與范承鈞、江毅偉三人設計廖宜欣喝下參有K他命的酒，誤致其死亡後，於頂樓拋屍，偽裝廖宜欣自殺假象。                                                                       |           | 石梓晴   |
| 蔡哲文 | 江毅偉         | 與柳嘉琪合作的公司企劃，設計廖宜欣共犯之一。 | 2         | 杜景煜   |
| 邱木翰 | 范承鈞         | 柳嘉琪友人，設計廖宜欣共犯之一。 | 2         | 郭俊廷   |
| 黃舒湄 | 向燕玲         | 廖宜欣的母親。 | 2,13      | 陳雪瑩   |
| 吳宏修 | 廖宜輝         | 廖宜欣的哥哥。 | 2         | 郭湛深   |
| 孫可芳 | 李寧兒（妹妹） | 患有DID（解離性身分疾患）因幼時父親要求偶爾扮成被其母溺死的李巧兒，來安撫精神異常的母親，導致其逐漸無法分辨自己是李寧兒還是李巧兒，並創造出另一人格李巧兒來保護自己，也是殺害李孟英、蔡瑞雲的兇手。 | 3-4,13    | 陳雪瑩   |
| 孫可芳 | 李巧兒（姐姐） | 幼時被精神異常的蔡瑞雲溺死，骨灰被藏在家中。後以李寧兒創造出的人格形式出現。 | 3-4,13    | 陳雪瑩   |
| 楊景翔 | 李孟英         | 李巧兒和李寧兒的父親。 | 3-4,13    | 杜景煜   |
| 陳雅慧 | 蔡瑞雲         | 李巧兒和李寧兒的母親，因產後憂鬱溺死李巧兒。 | 3-4,13    | 王夢華   |
| 李鈺芠 | 小寧兒         | 小時候的李寧兒。 | 3-4       | 陳雪瑩   |
| 張翰   | 楊勇華（華哥） | 黑水幫大哥，現實主義者，經營高利貸、酒店、PUB、電玩店，也在近幾年開始拓展販毒的生意。 | 1,5-7     | 郭俊廷   |
| 黃遠   | 梁中源（阿源） | 阿海好友，開車撞小虎後又補槍，想嫁禍華哥。被阿海發現真相時槍擊華哥，在打算殺阿海時，被受傷的華哥槍殺。                                                                                              | 1,5-7     | 杜景煜   |
| 張再興 | 蕭亮虎（小虎） | 阿海好友，被阿源開車撞後補槍致死，後面協助阿海破解自己的死亡之謎。 | 1,5-7,13  | 郭湛深   |
| 蔡承邑 | 疤面殺手       | 對阿海開槍的人，被阿源殺死。 | 1,6-7     | 杜景煜   |
| 黃冠智 | 蕃薯           | 華哥的保鑣。 | 1,5-7     | 張振熙   |
| 王丁   | 靜玟           | 小虎的妻子。 | 5-7       | 陳雪瑩   |
| 善存   | 陳刑警         | 小虎、疤面的案子的刑警 。 | 5-6       | 楊耀泰   |
| 宮瑞君 | 標姐           | 紅蓮幫大姊大。 | 6,8-9     | 陳雪瑩   |
| 林道禹 | 王振宏（瘋狗） | 在一場械鬥中被阿海刺傷，造成阿海內心陰影，最終死因為醫療疏失。 | 1,8-9,13  |          |
| 江常輝 | 彭勝           | 整天花天酒地敗家子，殺了哥哥，最終為紅蓮幫殺害。 | 8-9,13    |          |
| 王為   | 彭明           | 耀彭建設總經理，彭勝杰的哥哥，被弟弟殺害。 | 8-9,13    |          |
| 劉明勳 | 彭懷昌         | 耀彭建設董事長，彭明杰、彭勝杰父親，數月前因肺癌去世。 | 7-9,13    |          |
| 焦曼婷 | 盛惟芬         | 盛音同父異母的妹妹，懷孕三個月，長期被男友嚴浩方施暴，被黃威倫殺害後分屍。 | 3-5,10-13 | 石梓晴   |
| 吳珝陽 | 黃威倫         | 盛惟芬的同學，喜歡盛惟芬。盛惟芬向其告知自己懷孕了，想跟男友結婚，兩人不歡而散，黃威倫尾隨在後，嚴浩方以為自己打死盛惟芬，心慌逃離現場，黃威倫用迷藥把盛惟芬迷暈帶回住所，將盛惟芬殺害、分屍。      | 3-4,10-12 | 杜景煜   |
| 周定緯 | 嚴浩方         | 盛惟芬的男友，長期對盛惟芬施暴，懷疑盛惟芬肚子裡的孩子不是他的，最後一次見面時，又對盛惟芬施暴，以為盛惟芬被自己殺死，但當時盛惟芬並沒死。                                                          | 3,10-12   | 郭湛深   |
| 蔡頤榛 | 版主           | 互助會版主 | 11        |          |
| 巫宗翰 | 劉碩齊         | 互助會會員 | 11        |          |
| 邱昊奇 | Kevin          | 本名江勁堂，盛音學長。 | 7         |          |
| 楊琇雯 | 刑警班底       | 抓黑水幫、紅蓮幫的案子。 | 7         |          |
| 張偉平 | 刑警班底       | 抓黑水幫、紅蓮幫的案子。 | 7         |          |
| 曾信騰 | 刑警班底       | 抓黑水幫、紅蓮幫的案子。 | 7         |          |
| 洪義   | 刑警班底       | 抓黑水幫、紅蓮幫的案子。 | 7         |          |
| 呂佳彬 | 刑警班底       | 抓黑水幫、紅蓮幫的案子。 | 7         |          |
| 仇千可 | 刑警班底       | 抓黑水幫、紅蓮幫的案子。 | 7         |          |
| 張皓羽 | 黑水幫         | 幫派成員 | 1,6-7     |          |
| 吳海寧 | 黑水幫         | 幫派成員 | 1,6-7     |          |
| 吳秉華 | 黑水幫         | 幫派成員 | 1,6-7     |          |
| 沈魏   | 紅蓮幫         | 幫派成員 | 6-7       |          |
| 陳昶瑋 | 紅蓮幫         | 幫派成員 | 6-7       |          |
| 吳沛修 | 紅蓮幫         | 幫派成員 | 6-7       |          |
| 余潔   | 盛音助理       | | 11        |          |
| 呂沛哲 | 盛音助理       | | 11        |          |
| 陳莘太 | 記者           | | 2,8       |          |
| 林宜禾 | 護士           | |           |          |
| 顏曉筠 | 護士           | |           |          |

## 電視劇歌曲
| 曲別   | 歌名           | 演唱者 | 作詞   | 作曲   |
| 片頭曲 | 墜             | 知更   | 劉庭佐 | 劉庭佐 |
| 片尾曲 | 你說           | 知更   | 劉庭佐 | 劉庭佐 |
| 插曲   | 習慣性         | 王笠人 | 王笠人 | 王笠人 |
| 插曲   | 如果我們再相遇 | 王笠人 | 王笠人 | 王笠人 |
| 插曲   | 總有一天       | 吳汶芳 | 吳汶芳 | 吳汶芳 |

## 收視率
| 臺灣 八大綜合台 首播收视率 （AGB尼爾森） |               |        |      |      |
| 集數                                     | 播出日期      | 收视率 | 排名 | 備註 |
| 1                                        | 2019年7月19日 |        |      |      |
| 2                                        | 2019年7月26日 | 0.15   |      |      |
| 3                                        | 2019年7月26日 | 0.17   |      |      |
| 4                                        | 2019年8月2日  | 0.22   |      |      |
| 5                                        | 2019年8月2日  | 0.30   |      |      |
| 6                                        | 2019年8月9日  | 0.35   |      |      |
| 7                                        | 2019年8月9日  | 0.41   |      |      |
| 8                                        | 2019年8月16日 | 0.21   |      |      |
| 9                                        | 2019年8月16日 | 0.32   |      |      |
| 10                                       | 2019年8月23日 | 0.22   |      |      |
| 11                                       | 2019年8月23日 | 0.28   |      |      |
| 12                                       | 2019年8月30日 | 0.37   |      |      |
| 13                                       | 2019年8月30日 | 0.42   |      |      |
| 平均收視率                               |               |        |      |      |

1. 同时段或交叉时段主要节目：
  - 民視：《綜藝新時代》
  - 台視《我們不能是朋友》／《你那邊怎樣·我這邊OK》
  - 東森綜合台：《醫師好辣》
  - 三立都會台：《一千個晚安》／《用九柑仔店》
  - 華視：《用九柑仔店》
  - 三立台灣台：《天之蕉子》
  - 中視：中視強檔電影院
  - 衛視中文台《遺失的1/2》
2. 数据由AGB尼爾森調查，調查範圍是四歲以上收看電視之觀眾。
3. 資料來源：台灣-偶像劇場、凱絡媒體週報。

## 製作

### 演員
男主角阿海由李國毅飾演，他是個黑道流氓，因一場意外而死，復活後開啟了陰陽眼並接下家業從事禮儀師一職，該角色原型來自郭東修與其兒子郭憲鴻。李國毅表示自己一直以來都不敢看恐怖片或靈異節目，並回憶自己在看過《鬼話連篇》後，曾嚇到要去收驚、喝符水，在看過《七夜怪談》後一個月不敢看電視機，之後也沒有再看過鬼片。之所以接下這部靈異題材的戲劇，是因為喜歡洪子鵬導演的風格和劇本的編排。
簡嫚書飾演的女主角盛音是一位強調科學辦案的法醫，她在開拍前透過閱讀法醫相關書籍、到解剖室觀摩來為戲做準備。雖然他在劇中與李國毅飾演的角色有不少對手戲，但並沒有親密互動。
除此之外，參演該劇的演員還包括飾演阿海父親的太保、飾演盛音阿姨的郭昱晴、飾演阿海同事朵朵的大文（郭文頤）、飾演黑道大哥的張翰。飾演各單元主角的演員則有分飾二角的孫可芳、飾演幽靈的林意箴、飾演演員的林雨葶、飾演敗家子的江常輝、飾演閨蜜的吳珝陽和焦曼婷。

### 場景
為了尋找理想中的場景，劇組經過三個月的探查，但最後仍決定自行搭設。在美術指導擬定設計圖後開始動工，場景包括葬儀社、解剖室、主角阿海的家、洗屍間等。

## 外部連結
- 官方网站－八大
- 靈異街11號的Facebook專頁
- 在LINE TV上觀看《靈異街11號》
- 在Netflix上觀看《靈異街11號》
- ViuTV：靈異街11號 （页面存档备份，存于）

| 臺灣 八大綜合台 每週五 22:00－24:00（兩集連播） · 每週六 23:00－25:00 重播（兩集連播） · 2019年7月19日 22:00－23:00（只播一集） · 2019年7月20日 23:00－24:00 重播（只播一集）                                                                                     | 臺灣 八大綜合台 每週五 22:00－24:00（兩集連播） · 每週六 23:00－25:00 重播（兩集連播） · 2019年7月19日 22:00－23:00（只播一集） · 2019年7月20日 23:00－24:00 重播（只播一集） | 臺灣 八大綜合台 每週五 22:00－24:00（兩集連播） · 每週六 23:00－25:00 重播（兩集連播） · 2019年7月19日 22:00－23:00（只播一集） · 2019年7月20日 23:00－24:00 重播（只播一集） |
| --- | --- | --- |
| | 靈異街11號 （2019年7月19日－2019年8月30日） | |
| 夢想的聲音3 （2019年4月26日－2019年7月12日） | 劣人傳之詭計 （2019年9月6日－2019年9月13日） | |
| 香港 ViuTV 星期六 23:00－00:00 · 2020年10月3日、12月5日及12日 22:30－23:30 · 2020年10月10日及2021年1月9日 22:45－23:45 · 2020年10月24日、11月21日、12月19日及26日暫停播映 · 2020年10月31日、11月7日、14日及2021年1月16日 23:45－00:45 · 2021年1月2日 23:30－00:30 | | |
| 週六好戲勢：救殭清道夫 （21:30－23:30） （2020年9月19日）時限熱賣（廣告） （23:30－00:15） （2020年9月5日－2020年9月19日） | 靈異街11號 （2020年9月26日－2021年1月16日） | 週六好戲勢：盲探 （20:30－23:15） （2021年1月23日）西班牙甲組足球聯賽：西維爾 對 卡迪斯 （23:15－01:15） （2021年1月23日）                                                    |
| 香港 ViuTV 星期二至六（星期一至五深夜）01:30－02:30 | | |
| 會讀心術的那小子 （2021年7月3日－2021年8月4日） | 靈異街11號 （2021年8月5日－2021年8月21日） | 附身 （2021年8月24日－2021年9月23日） |